# Cronologia delle versioni di Mozilla Firefox

## Firefox 1

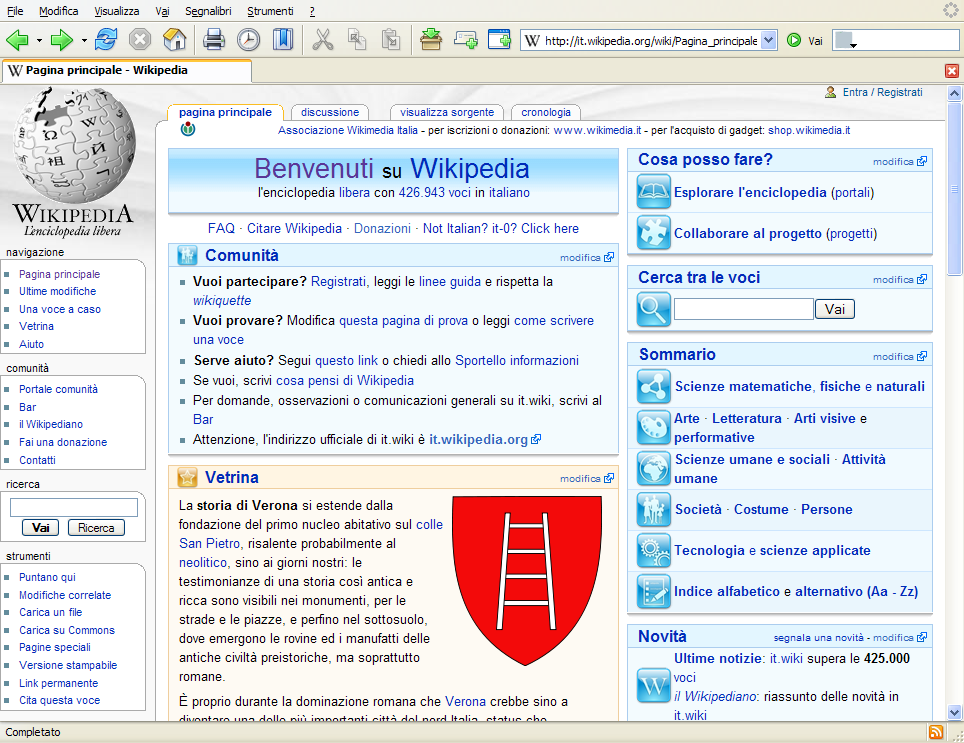
Mozilla Firefox 1.0 su Windows XP

Il lancio della versione 1.0, avvenuto il 9 novembre 2004, fu un evento di notevoli dimensioni, se si considera che si tratta di software libero. Tra le altre iniziative fu lanciata una sottoscrizione con l'obiettivo di pubblicare il giorno del lancio una pagina pubblicitaria sul New York Times, che raccolse complessivamente 250.000 dollari.
Nonostante una lunga campagna di testing alcuni bug abbastanza fastidiosi sono presenti nella versione 1.0 definitiva. Il più noto di questi è il bug 252371, che causa l'impossibilità di inserire una parola all'interno di un campo di testo. Per ovviare a questi problemi, nei sei mesi successivi al lancio sono uscite quattro "minor releases" (cioè aggiornamenti minori), il cui scopo era quello di risolvere i bug trovati.

### Firefox 1.5
Annullato il lancio della release 1.1, intesa come versione con funzionalità migliorate, relegandola a semplice "bug fix", la comunità di Mozilla ha diffuso il 29 novembre 2005 la versione successiva alla 1.0, la 1.5, che incorpora maggiori novità di quelle che erano state pianificate inizialmente.
Gli sviluppatori del browser hanno motivato il "salto" affermando che il numero di versione 1.1 avrebbe rischiato di far passare la prossima evoluzione di Firefox per una release minore, e questo non avrebbe reso giustizia al numero e all'importanza delle novità che invece porta con sé.
La novità più importante è data della nuova versione 1.8 del motore di rendering Gecko. Come ha spiegato nel proprio blog Asa Dotzler, noto sviluppatore di Mozilla Foundation, tra la versione 1.7 (integrata nelle precedenti versioni di Firefox) e la 1.8 di Gecko vi sono 16 mesi di sviluppo: ciò sarebbe già sufficiente, secondo Dotzler, per giustificare il cambio di versione.
Oltre al nuovo Gecko, Firefox 1.5 include un rinnovato sistema per l'aggiornamento del software e la gestione delle estensioni, un menu "Opzioni" profondamente riorganizzato, il supporto allo standard grafico vettoriale SVG e una suite di strumenti per la creazione di interfacce e applicazioni client basate su Firefox.
L'ultimo aggiornamento è avvenuto il 30 maggio 2007 con la versione 1.5.0.12.

## Firefox 2

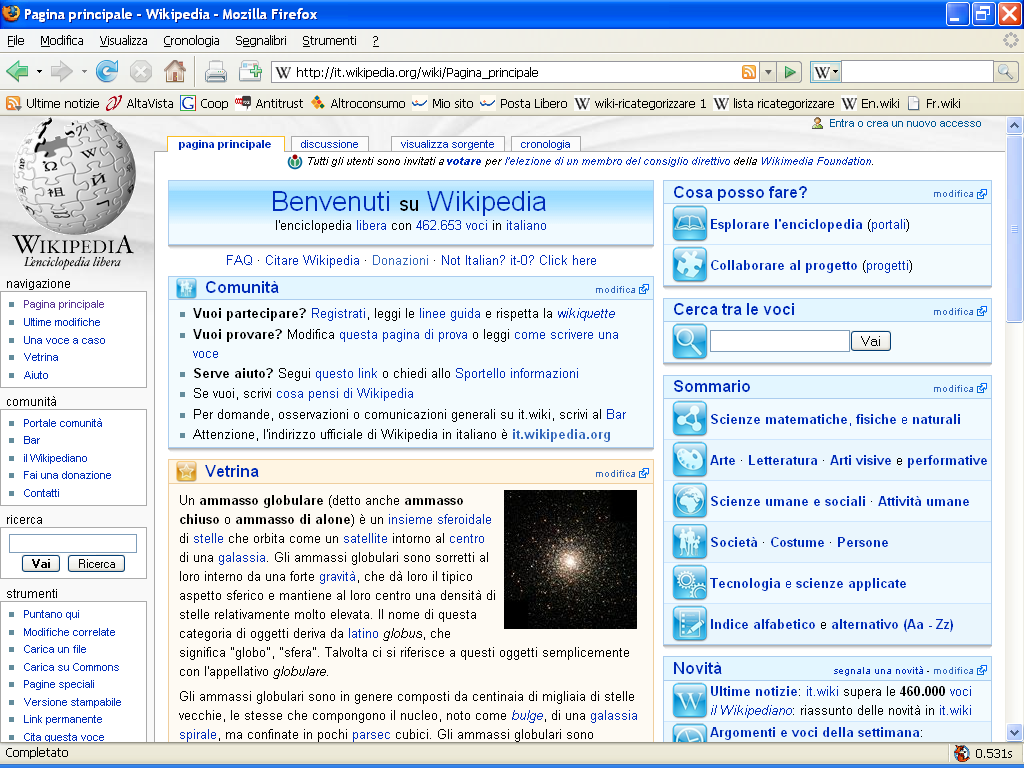
Mozilla Firefox 2.0 su Windows XP

La roadmap dello sviluppo di Firefox 2 (nome in codice Bon Echo, poi rinominato Mozilla Firefox a partire dalla versione Beta 1) ha subito vari cambiamenti in corso d'opera; la prima versione alpha fu pubblicata il 21 marzo 2006, la prima beta risale al 12 luglio mentre la release candidate al 26 settembre.
La versione finale è uscita il 23 ottobre 2006, una settimana dopo il lancio di Windows Internet Explorer 7, il nuovo browser della Microsoft (principale concorrente), avvenuto il 18 ottobre e conta, sul sito ufficiale, più di 579 milioni di download.
Mozilla Firefox 2 (basato sul motore grafico Gecko 1.8.1) presenta numerose innovazioni e miglioramenti rispetto alla precedente versione, con particolare attenzione verso la sicurezza e l'affidabilità. Le principali novità sono:
- Nuovo tema grafico con nuove icone e linee più morbide e moderne, sviluppato da Radiant Core (acquisita da Zerofootprint[6])
- Protezione phishing integrata
- Supporto del flag HttpOnly per i cookie, utile a mitigare attacchi XSS, dalla versione 2.0.0.5
- Nuovo pannello delle opzioni, più organico e intuitivo
- Gestione avanzata dei motori di ricerca
- Sistema di ripristino dei tab automatico in seguito a un crash
- Correttore ortografico integrato
- Supporto per JavaScript 1.7
- Supporto per testo SVG usando svg:textPath
- Supporto per sessione client-side e persistent storage
- Supporto migliorato per la gestione e la visualizzazione dei web feed RSS e Atom
- Nuovo pannello di gestione per gli add-on e le estensioni del browser
- Nuovo installer basato su NSIS

L'ultimo aggiornamento è arrivato il 18 dicembre 2008 con la versione 2.0.0.20, dopo la quale Mozilla annunciò che non sarebbero stati diffusi ulteriori aggiornamenti per Firefox 2.0.

## Firefox 3

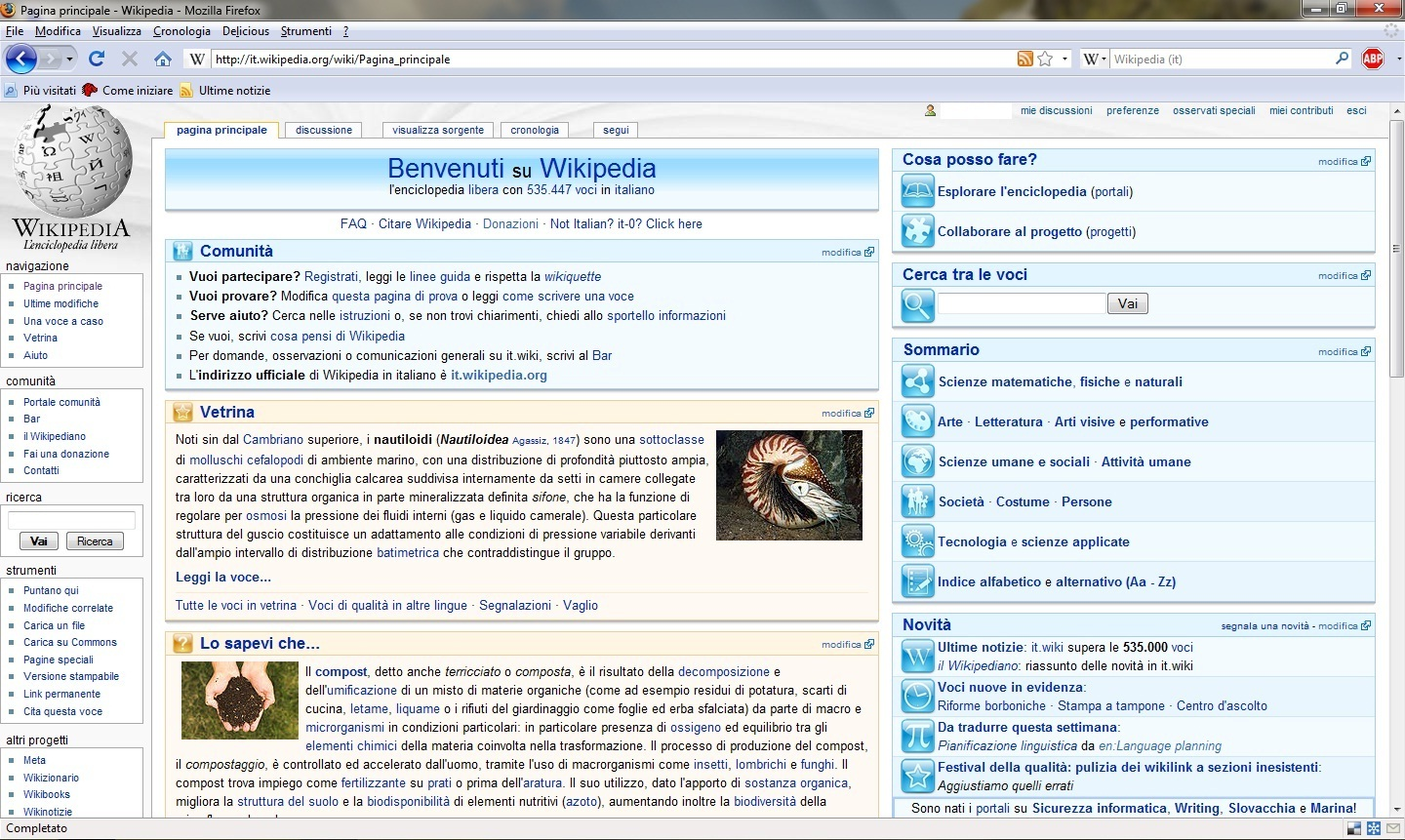
Mozilla Firefox 3.0 su Windows 7 Beta

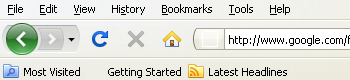
La grafica di Firefox 3 su Windows XP

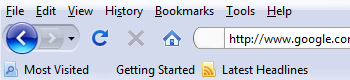
La grafica di Firefox 3 su Windows Vista

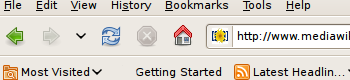
La grafica di Firefox 3 su Ubuntu

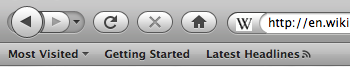
La grafica di Firefox 3 su macOS

Lo sviluppo di Firefox 3 - nome in codice "Gran Paradiso" - è iniziato il 13 agosto 2005, qualche mese prima di quello di Firefox 2 (ovvero nel primo trimestre 2006). La prima versione alpha risale all'8 dicembre 2006, la prima beta al 20 novembre 2007 e la prima release candidate al 16 maggio 2008. La versione finale uscì il 17 giugno dello stesso anno, e al 2 luglio 2008 contava 28 340 281 download..
Durante lo sviluppo si accumularono numerosi ritardi: inizialmente, infatti, la diffusione della versione finale era prevista per il novembre del 2007.
Mozilla Firefox 3, già a partire dalla prima versione alpha, non supporta più i sistemi operativi Windows 95, 98, Me e NT 4 (a causa dell'introduzione della libreria grafica Cairo 2D), e implementa la nuova versione 1.9 del motore grafico Gecko; nella versione per il sistema operativo macOS è stata introdotta un'interfaccia grafica basata su Cocoa al posto di Carbon. Segue un elenco delle maggiori novità che sono state introdotte nella terza major release del popolare browser:
- Migliore gestione delle estensioni e nuova interfaccia grafica
- Nuova gestione dei segnalibri con maggiore sicurezza
- Potenziamento e semplificazione della gestione dei contenuti
- Migliore supporto per i plug-in di Flash, Acrobat, WMV, QuickTime e Java
- Potenziamento delle funzioni di stampa dei documenti e più accuratezza
- Implementazione del Microsoft Installer (per Windows)
- Supporto per Microsoft CardSpace e OpenID
- Semplificazione della gestione della privacy e della sicurezza
- Implementazione del tool Airbag per i crash del programma
- Potenziamento della comunità di supporto

L'ultimo aggiornamento è stato reso disponibile il 30 marzo 2010 con la versione 3.0.19, dopo la quale Mozilla ha annunciato che non verranno diffusi ulteriori aggiornamenti per Firefox 3.0.

### Firefox 3.5
La prima versione alpha di Mozilla Firefox 3.5, nato inizialmente con il nome di Firefox 3.1, venne pubblicata il 28 luglio 2008, la prima beta il 14 ottobre e la prima release candidate il 16 giugno 2009. La versione definitiva venne pubblicata il 30 giugno 2009.
Le principali novità rispetto alle versioni precedenti sono:
- Navigazione anonima (Private browsing)[10]
- Nuova funzione per cancellare le pagine visitate più di recente
- Supporto per alcune caratteristiche dell'HTML5 come i tag <video> e <audio>
- Maggiore supporto per gli standard CSS 2.1 e 3, incluso il supporto della direttiva @font-face
- Performance sul caricamento delle pagine e sull'esecuzione del codice JavaScript migliorate
- Funzionalità web workers thread per velocizzare l'esecuzione di codice JavaScript
- Nuovo logo, parzialmente ridisegnato

Questa versione ottiene un punteggio di 93/100 sui test Acid3.
Con l'arrivo della nuova versione di Mozilla Firefox i download hanno superato la quota di un miliardo.
L'ultimo aggiornamento è stato reso disponibile il 28 aprile 2011 con la versione 3.5.19, dopo la quale Mozilla ha annunciato che non verranno diffusi ulteriori aggiornamenti per Firefox 3.5.

### Firefox 3.6

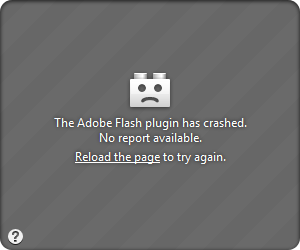
Il messaggio mostrato al blocco di un plugin

Le prime versioni di test di Firefox 3.2 vennero rese disponibili sui server della Mozilla il 2 dicembre 2008. Dopo che la versione 3.1 cambiò nome in 3.5, anche la 3.2 venne di conseguenza rinominata in 3.6. La prima versione alpha fu pubblicata il 7 agosto 2009, la prima beta il 30 ottobre, la prima release candidate l'8 gennaio 2010 e la versione finale il 21 gennaio.
Tra le principali novità, questa versione ottiene un punteggio di 94/100 sui test Acid3, introduce il supporto ai font scaricabili WOFF e supporta nativamente i temi leggeri "personas". Inoltre il compilatore JavaScript Tracemonkey ha subito vari miglioramenti.
Con la versione 3.6.4, viene introdotta l'esecuzione separata dei plug-in (addon): Firefox, in questo modo, gestisce i plug-in tramite un processo separato. Ciò permette al browser di Mozilla di funzionare con due processi separati, tenendo quindi plug-in come Flash Player, QuickTime, ecc. separati dal navigatore ed evitando, dunque, che l'eventuale blocco di un componente aggiuntivo possa coinvolgere anche il browser (ad esempio, se Flash Player va in crash mentre si guarda un video su YouTube, si ferma il video ma non si blocca il browser).
L'ultimo aggiornamento è avvenuto il 13 marzo 2012 con la versione 3.6.28.

## Firefox 4

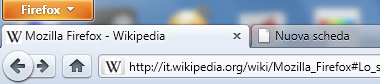
Dettaglio dell'interfaccia grafica su Windows 7 (versione beta 7)

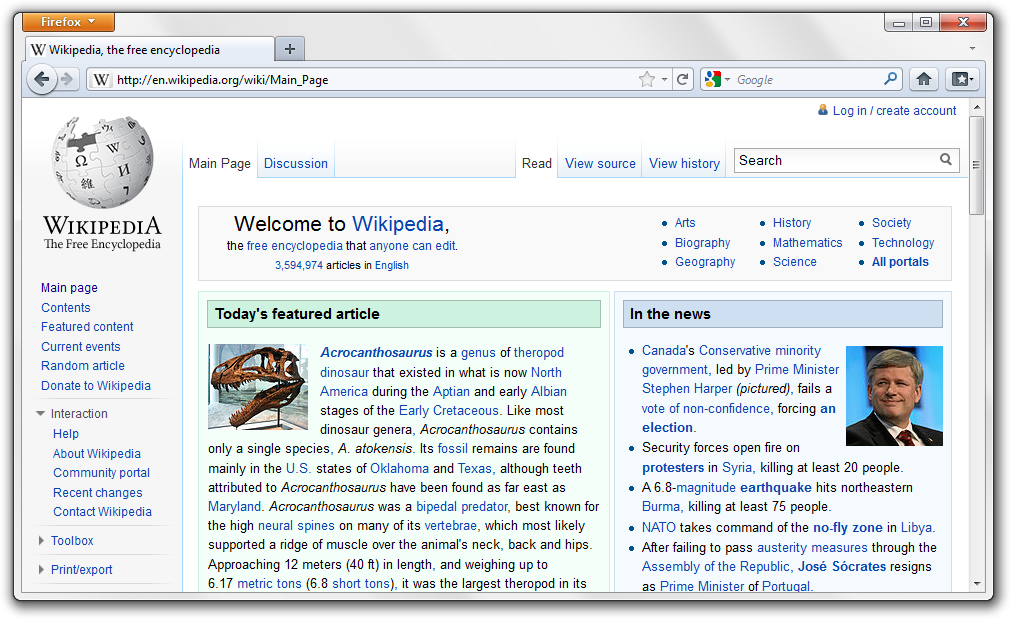
La nuova interfaccia di Firefox 4

Già nel 2007 Brendan Eich, capo del team tecnico Mozilla, annunciava dei piani per Firefox 4.
Dal 20 febbraio al 13 maggio 2008 uscirono alcune build preliminari. Successivamente (dal 14 maggio) tali build vennero rinominate col nome di Firefox 3.1 (Mozilla 1.9.1).
La prima versione beta risale al 6 luglio 2010.
A febbraio 2011 il product manager di Firefox, Mike Beltzner, ha annunciato l'intenzione di diffondere le versioni 4, 5, 6, 7 e 8 del browser entro la fine dell'anno. In effetti da questo momento in poi le versioni si susseguiranno ad un ritmo incredibile, se considerato che per arrivare alla versione 3 ci sono voluti vari anni, e che in pochi mesi si arriverà alla versione 11.
La versione stabile di Firefox 4 è stata pubblicata il 22 marzo 2011.
È basato sul motore di rendering Gecko 2.0. Le principali novità rispetto alle versioni precedenti sono il totale rinnovamento dell'interfaccia grafica, con l'eliminazione delle finestre di dialogo e la scomparsa dei menù degli strumenti, con la possibilità di sostituirlo da un solo pulsante di raggruppamento delle funzioni; un nuovo compilatore JavaScript più veloce denominato Jaegermonkey e un maggior supporto dell'HTML5 e l'utilizzo di un processo separato (denominato plugin-container) per ogni plugin.
Secondo la scheda tecnica fornita nel sito Mozilla, Firefox 4.0 risulta sei volte più veloce di Firefox 3.6, raggiungendo nel test v8 un punteggio di 5189.
Firefox 4 e successivi ottengono il punteggio di 100/100 sui test Acid 3.

## Firefox 5
Lo sviluppo di Firefox 5 è iniziato subito dopo l'uscita di Firefox 4 e già dal 20 maggio 2011 sono divenute disponibili le prime beta di Firefox 5, poi uscito in versione definitiva il 21 giugno 2011.
Questa versione supporta le animazioni CSS, e vanta un migliore rispetto degli standard HTML 5, MathML, SMIL, XHR, una migliore gestione dell'oggetto canvas, una migliore gestione della memoria e migliori prestazioni in JavaScript. In più è stata riposizionata l'opzione Do Not Track, spostandola dalla sezione "Avanzate" alla sezione "Privacy" ed è stata migliorata la sicurezza dei contenuti in WebGL. Dopo la chiusura delle schede, inoltre, le rimanenti vengono ridimensionate solo quando il mouse si allontana (come accadeva già in Google Chrome).
Per quanto riguarda la versione Linux, Firefox 5 fornisce una migliore integrazione con il sistema operativo.
Una novità di Firefox 5 è che tale versione ha iniziato la tecnica Mozilla del "Rapid Release", ovvero del distribuire nuove versioni a ritmo serrato, circa una ogni due mesi.
Tale tecnica è utilizzata anche oggi e sembra riscuotere successo nel pubblico, anche se qualcuno non apprezza i "Rapid Release" per le poche differenze visibili ad utenti poco esperti.

## Firefox 6
Come previsto dal nuovo ciclo di sviluppo, le prime versioni di test di Firefox 6 (chiamate Nightly) sono state diffuse subito dopo che Firefox 5 è entrato nel canale aurora (uno stadio di sviluppo a metà tra un'alpha ed una beta). La prima versione beta è uscita in contemporanea con l'uscita di Firefox 5, il 21 giugno 2011, e la versione definitiva è uscita il 16 agosto 2011.
Le novità nell'interfaccia riguardano solamente la barra degli indirizzi, dove viene ora messo in evidenza il dominio del sito che si sta visitando. Un'altra modifica minore per quanto riguarda l'interfaccia è il miglioramento dell'aspetto del site identity block.
È stata ulteriormente migliorata la compatibilità con i principali standard web, come l'HTML5, con l'aggiunta dell'elemento <progress> e dei server-sent events. È stato ridotto il tempo di avvio del programma usando panorama, aggiunto un menu per sviluppatori web, dove sono riuniti tutti gli strumenti di sviluppo, ed è stato aggiunto lo scratchpad, strumento utile per testare codice JavaScript.

## Firefox 7
Firefox 7 è uscito il 27 settembre 2011.
L'obiettivo principale di questa versione è minimizzare il consumo di memoria RAM, con una riduzione del 20-30% ed in alcuni casi anche del 50%, grazie al progetto MemShrink, lanciato da Mozilla nel primo quadrimestre del 2011.
Firefox 7 porta con sé anche un nuovo backend per il rendering delle operazioni nel tag HTML5 <canvas> sui sistemi operativi Microsoft Windows. Da questa versione, inoltre, Firefox Sync sincronizzerà quasi istantaneamente le modifiche apportate a segnalibri e password. Per quanto riguarda l'interfaccia utente, si può notare che è stato nascosto il prefisso http:// dalla barra degli indirizzi; va ricordato che se si taglia o copia (per intero) un indirizzo dalla barra, il prefisso sarà incluso. È stato anche aggiunto il supporto per la proprietà CSS text-overflow: ellipsis e la specifica Web Timing ed è stato migliorato il supporto al MathML; il protocollo WebSocket passa dalla versione 7 alla 8.
È stata inoltre introdotta la possibilità, disabilitata di default, di mandare dati anonimi sulle prestazioni di Firefox per migliorarne le future versioni, chiamata Telemetry.

## Firefox 8
Firefox 8 è uscito l'8 novembre 2011. Il nuovo browser integra molte novità, tra cui spicca principalmente un nuovo sistema per la gestione degli add-on di terze parti, che sono disabilitati di default. Al primo avvio verrà poi chiesto di scegliere quali add-on si vogliono mantenere e quali no. Questa versione integra anche Twitter nella barra di ricerca, ma solo in alcune lingue. È stata inserita, inoltre, un'opzione per caricare schede solo quando selezionate, migliorando i tempi di avvio quando vengono ripristinate. È stata anche migliorata la gestione della memoria in presenza dei tag <audio> e <video>. Firefox 8 aggiunge inoltre il supporto alla tecnologia CORS per WebGL, ai context menu in HTML5 ed alla proprietà insertAdjacentHTML. Infine offre un miglioramento al supporto del protocollo WebSocket ed alla proprietà CSS hyphen per diversi linguaggi.

## Firefox 9
Firefox 9 è uscito il 21 dicembre 2011. L'interprete JavaScript di Firefox 9 integra una funzionalità di Type inference, che permette di velocizzare il caricamento di siti con tanto codice JavaScript dal 20 fino al 30 percento. Il codice viene ottimizzato per il tipo di dato che un oggetto racchiude durante l'esecuzione, cosa non prevista dalla sintassi JavaScript. La versione per Mac OS X permette la navigazione con lo swipe (movimento laterale) a due dita sul trackpad e presenta un'integrazione più profonda del tema con Mac OS X Lion. Viene poi introdotta la proprietà CSS font-stretch e viene migliorato il supporto alla recentemente introdotta (in Firefox) proprietà text-overflow. Inoltre viene migliorato il supporto con HTML5, MathML e CSS.
A distanza di poche ore dalla release è stata pubblicata la versione 9.0.1, che corregge un bug che affliggeva soprattutto gli utenti Mac.

## Firefox 10 (ESR)
Firefox 10 e Firefox 10 ESR (Extended Support Release) sono usciti il 31 gennaio 2012. Rispetto alla versione precedente, i cambiamenti introdotti in Firefox 10 sono decisamente più significativi. L'unico cambiamento "estetico" è rappresentato dalla scomparsa del pulsante per l'avanzamento nelle pagine web che, in realtà, rimane nascosto fino a che non se ne avrà effettivamente bisogno (ovvero fino a quando non si torna su una pagina già visitata).
Tra le novità, è stato aggiunto il supporto alle API per il Full Screen per le Web App e alla tecnologia CSS3 3D Transform. Introdotto anche l'Anti-Aliasing per il WebGL, corretti molti Bug, migliorato il consumo di RAM, migliorato lo scorrimento con il cursore.
Ora è anche possibile visualizzare le statistiche sui video HTML5 ed è stata ulteriormente migliorata la sincronizzazione di Firefox Sync.
Dal punto di vista dei cambiamenti interni si segnala in particolare l'introduzione, per ora parziale, di un sistema di auto-aggiornamento per l'applicazione. Sempre riguardo agli update, alle estensioni o agli add-ons che non sono compatibili con la nuova versione saranno disabilitati in automatico.

### Versioni ESR (Extended Support Release)
In parallelo all'uscita di FF10, Mozilla ha diffuso anche una particolare versione del software targata "Extended Support Release": a caratterizzare questa versione "ESR" sarà anzitutto il ciclo di vita molto più lungo delle versioni standard. Se per queste ultime ormai Mozilla diffonde una nuova release ogni 6 settimane, per la ESR l'aggiornamento avverrebbe ogni 54 settimane. Anche la fase di transizione tra due versioni Extended avverrà con maggiore gradualità garantendo alla vecchia release 12 settimane di supporto dopo il lancio della nuova versione.
La motivazione che ha spinto Mozilla a creare questa versione è da ricercare nei problemi che hanno colpito le aziende impossibilitate dall'aggiornare il software ogni 6 settimane. Inoltre, non meno preoccupante, era la difficoltà degli sviluppatori ad aggiornare assiduamente gli add-on.
Per quanto riguarda il supporto alle varie piattaforme, la fondazione ha deciso di abbandonare quello per Windows XP SP 1 e per Windows 2000, questo a causa dell'adozione di Visual Studio 2010 nello sviluppo delle future Release di Firefox.
Tutto ciò si traduce in un aumento delle performance, grazie all'alleggerimento del codice sorgente.

## Firefox 11
Firefox 11 è uscito il 14 marzo 2012. La nuova versione del browser debutta con nuovi strumenti di sviluppo, la sincronia delle estensioni e una soluzione per permettere una migrazione più semplice agli utenti Chrome. Vengono ampliate inoltre le funzionalità di Firefox Sync per consentire agli utenti di sincronizzare gli add-on. Viene introdotto Page Inspector 3d View che è un potente strumento di layout visivo presente solo in Firefox basato su WebGL.

## Firefox 12
Firefox 12 è uscito il 24 aprile 2012. Con la versione 12 di Firefox sono state introdotte poche caratteristiche nuove, ma ci sono state parecchie modifiche che preparano il terreno di lavoro per le successive release. Sono state rimosse le richieste di UAC in Windows, aggiunti i numeri di riga nella visualizzazione della sorgente della pagina e centrata la ricerca sui risultati all'interno delle pagine.
Ci sono stati vari altri miglioramenti di interesse per gli sviluppatori, sistemazioni di errori e vari altri cambiamenti minori..
Firefox versione 12 è l'ultima release a supportare Windows 2000 e Windows XP Release to Manifacturing/Gold e SP1.

## Firefox 13
Firefox 13 è uscito il 6 giugno 2012. Questa nuova release ha differenti implementazioni nelle prestazioni e una nuova pagina iniziale che consente un più rapido accesso ai siti maggiormente visitati grazie a uno speed dial.
La nuova gestione delle tab in Firefox 13 ottimizza il caricamento dei dati in modo intelligente. All'avvio del navigatore, viene caricato unicamente il sito agganciato che si sta navigando, mentre gli altri non vengono caricati fino a quando non si clicca sulle singole tab. Si ottiene così una notevole rapidità all'avvio.
È stato implementato inoltre il protocollo SPDY di default, che contribuisce a velocizzare la navigazione.
Tra le altre principali novità da sottolineare, Firefox 13 include anche una funzionalità di reset, che risolve eventuali problemi di installazione del software.
Inoltre, a partire da questa versione Firefox non è più compatibile con Windows 2000 e Windows XP SP1.

## Firefox 14
Firefox 14 è uscito il 17 luglio 2012. La principale novità di questa versione è il pieno supporto alla comunicazione crittografata nelle ricerche effettuate col motore di ricerca Google, mediante l'utilizzo del protocollo HTTPS.
Inoltre, è stata migliorata la sicurezza, in particolare nelle favicon della barra degli indirizzi e durante l'installazione di nuovi plug-in.

## Firefox 15
Firefox 15 è uscito il 29 agosto 2012. La principale novità di questa versione è l'ottimizzazione della memoria, ma le novità più interessanti riguardano soprattutto i videogiocatori, infatti è stato introdotto il supporto per le texture compresse, che permette agli sviluppatori di giochi di sfruttare al massimo la memoria video potendo di fatto progettare giochi dalla grafica complessa senza influire sulle prestazioni.
Grazie al miglioramento del motore JavaScript e al potenziamento di WebGL, le animazioni risultano essere più fluide, avvantaggiando il gaming in 3D tramite HTML5 senza l'uso di plugin.

## Firefox 16
Firefox 16 è uscito il 9 ottobre 2012. Le novità di questa release si concentrano di più agli sviluppatori e ai debugger, anche grazie all'introduzione della "Developer Toolbar", uno strumento da attivare tramite scorciatoia da tastiera (⇧ Maiusc+F2) che mette a disposizione del programmatore/debugger una finestra pop-up aggiuntiva (in basso a sinistra) dotata anche di un'interfaccia a riga di comando.
Include un paio di nuove localizzazioni, il supporto iniziale alle applicazioni web che seguono il modello di Mozilla, la rimozione del prefisso "-moz" dai tag CSS3 oramai standardizzati e svariati fix tesi a correggere i bug individuati in precedenza.

## Firefox 17 (ESR)
Firefox 17 e Firefox 17 ESR (Extended Support Release) sono usciti il 20 novembre 2012. In questa versione sono state introdotte le Social API, delle API che permettono una migliore integrazione tra il browser e i social network; l'unico social provider supportato in questa release è Facebook Messenger.

## Firefox 18
Firefox 18 è uscito l'8 gennaio 2013. Tra le novità più importanti troviamo il supporto a WebRTC (ovvero la tecnologia in grado di interfacciarsi con le periferiche hardware senza l'ausilio di plugin terzi), il compilatore JavaScript IonMonkey (che migliora notevolmente le prestazioni), il nuovo algoritmo di HTML scaling (che migliora la gestione delle immagini nelle pagine web) e il supporto ai Display Retina.

## Firefox 19
Firefox 19 è uscito il 19 febbraio 2013 e integra un PDF reader.

## Firefox 20
Firefox 20 è uscito il 2 aprile 2013 e tra i maggiori cambiamenti troviamo la correzione di vari bug inerenti alla sicurezza e alla stabilità e nuove funzioni, varie implementazioni inerenti all'HTML5 e all'EcmaScript e un nuovo download manager, oltre alla velocità particolarmente migliorata.

## Firefox 21
Firefox 21 è uscito il 14 maggio 2013. Le principali novità riguardano il miglioramento delle Social API, con l'aggiunta del supporto per i social provider Cliqz, Mixi e msnNOW, e l'introduzione di Firefox Health Report, un sistema di monitoraggio di alcuni parametri del browser (come il tempo di avvio e il numero di crash) i cui dati raccolti possono, a discrezione dell'utente, essere inviati a Mozilla per migliorare l'esperienza d'uso di Firefox.

## Firefox 22
Firefox 22 è uscito il 25 giugno 2013. Tra le novità il supporto alle videochiamate tramite WebRTC. Supporto CSS Flexbox aggiunto. Una nuova funzione di Firefox 22 è OdinMonkey, motore JavaScript di nuova generazione progettato dal Team Mozilla.

## Firefox 23
Firefox 23 è uscito il 6 agosto 2013. Tra le novità abbiamo:
- un nuovo logo,
- il supporto aggiornato per la nuova barra di scorrimento in stile Mac OS X 10.7,
- contenuto misto blocco attivato per impostazione predefinita per la difesa contro gli attacchi di tipo man-in-the-middle,
- l'attuazione del <origine type="range">, controllo di modulo attributo in HTML5,
- l'abbandono del supporto per l'elemento HTML <blink> così come text-decoration: blink elemento CSS,
- la capacità di "passare a un altro servizio di ricerca attraverso l'intero browser",
- una console del browser globale ed un nuovo monitor di rete.[32]

## Firefox 24 (ESR)
Firefox 24 e Firefox 24 ESR (Extended Support Release) sono usciti il 17 settembre 2013. La release include il supporto per la nuova barra di scorrimento in stile Mac OS X 10.7 (e versioni successive), la chiusura schede a destra, una console del browser migliore per il debug, è stato inoltre migliorato il rendering SVG.

## Firefox 25
Firefox 25 è uscito il 29 ottobre 2013.
Questa release aggiunge il supporto per <iframe srcdoc> , background-attachment:local con supporto audio web HTML5 Audio, barra di ricerca separato per ogni scheda e molte altre correzioni di bug.
Firefox 25.0.1 è stato rilasciato il 15 novembre 2013 per risolvere i problemi con le pagine, che a volte non si caricherebbero senza prima aver spostato il cursore.

## Firefox 26
Firefox 26 è uscito il 10 dicembre 2013.  Firefox 26 ha cambiato il comportamento dei plugin Java per la modalità "click-to-play", alternativa all'esecuzione automatica. Ha anche aggiunto il supporto per H.264 su Linux, il supporto gestore di password per i campi di script generati, e la possibilità per gli utenti di Windows, senza permessi di scrittura avanzate per aggiornare Firefox, così come molti bug fix e modifiche per lo sviluppatore.
Firefox 26.0.1 è stato rilasciato solo per Android, il 20 dicembre, appena dieci giorni dopo il rilascio del desktop. Si fissa la distorsione dello schermo su alcuni dispositivi dopo avere toccato il suggerimento di ricerca.

## Firefox 27
Firefox 27 è uscito il 4 febbraio 2014.

## Firefox 28
Firefox 28 è uscito il 18 marzo 2014.

## Firefox 29
Firefox 29 è uscito il 29 aprile 2014, introducendo un'interfaccia utente in gran parte rivisitata. Quest'ultima, denominata Australis, introduce principalmente delle schede di forma arrotondata, un nuovo menù hamburger, un nuovo Firefox Account ed una nuova finestra di personalizzazione. Viene inoltre rimossa la cosiddetta "Barra dei componenti aggiuntivi", gli elementi che conteneva prima dell'aggiornamento si trovano ora nella Barra di navigazione. Infine, il pulsante "Aggiungi ai segnalibri" viene spostato all'esterno della Barra degli indirizzi.
Il 9 maggio è stato rilasciato Firefox 29.0.1 con il fine di correggere alcuni bug.

## Firefox 30
Firefox 30 è uscito il 10 giugno 2014, tra le novità troviamo il supporto a GStreamer 1.0 ed un nuovo pulsante "Barre laterali". Inoltre, la maggior parte dei plugin non è attivata di default.

## Firefox 31 (ESR)
Firefox 31 e Firefox 31 ESR (Extended Support Release) sono usciti il 22 luglio 2014. Con questo aggiornamento è stata aggiunta una barra di ricerca nella pagina Nuova Scheda ed è stato migliorato il blocco del malware presente nei file scaricati. Per quanto riguarda Firefox 31 ESR, è la prima versione ad includere la nuova interfaccia Australis.

## Firefox 32
Firefox 32 è uscito il 2 settembre 2014. Con la nuova versione sono stati introdotti miglioramenti per quanto riguarda il caching HTTP, è stato aggiunto il supporto HiDPI/Retina nell'interfaccia utente Developer Tools ed è stato migliorato il supporto HTML5. Inoltre, sono state aggiunte alcune icone al menù contestuale principale.

## Firefox 33
Firefox 33 è uscito il 14 ottobre 2014. Da questo aggiornamento, off-main-thread compositing (OMTC) è abilitato di default su Windows (portando miglioramenti di reattività). Inoltre l'aggiornamento include il supporto ad OpenH264, suggerimenti di ricerca sulla pagina iniziale about:home e sulla pagina Nuova Scheda, miglioramenti nelle ricerche effettuate con la Barra degli indirizzi e miglioramenti nella funzionalità di ripristino sessione.

### Firefox 33.1
Firefox 33.1 è uscito il 10 novembre 2014 in occasione del decimo anniversario del browser. Mozilla ha introdotto nuove funzionalità, come il motore di ricerca DuckDuckGo che non traccia l'utente e il tasto “Dimentica”, per cancellare le attività recenti.

## Firefox 34
Firefox 34 è uscito il 1º dicembre 2014. Tra le novità troviamo un client Firefox Hello utilizzabile per chiamate vocali e videochat, miglioramenti nella Barra di ricerca e l'implementazione dei protocolli HTTP/2 (draft14) e ALPN. Su Windows Vista e successivi è stata inserita la possibilità di chiudere il processo di Firefox attualmente in uso quando il browser non risponde (nelle versioni precedenti era necessario riavviare il computer); è stata aggiunta inoltre la possibilità di modificare il tema direttamente nella modalità Personalizzazione.
Nel Nord America, sempre il 1º dicembre 2014, è stata rilasciata la versione 34.0.5 con il fine di rendere come motore di ricerca predefinito Yahoo al posto di Google.

## Firefox 35
Firefox 35 è uscito il 13 gennaio 2015. Tra le novità troviamo l'integrazione completa di Firefox Hello, grazie ad una soluzione basata su WebRTC; Firefox Share che permette di condividere link delle pagine web sui principali social network e Firefox Marketplace Beta per testare le cosiddette web app.

## Firefox 36
Firefox 36 è uscito il 24 febbraio 2015, includendo il supporto al protocollo HTTP/2 che velocizza la navigazione e riduce l'utilizzo della banda, il supporto nativo a HTML5 YouTube playback.
È davvero una specifica solo per YouTube? (che non è attivo di default) e una migliore sincronizzazione con Firefox Sync.

## Firefox 37
Firefox 37 è uscito il 31 marzo 2015, includendo alcune novità come OneCRL che consente una più veloce revoca dei certificati di sicurezza compromessi. Inoltre sono state introdotte diverse migliorie e corretti alcuni bug.

## Firefox 38 (ESR)
Firefox 38 e Firefox 38 ESR (Extended Support Release) sono usciti il 12 maggio 2015, introducendo diverse novità tra cui una nuova interfaccia utente per le opzioni, che non appaiono più in un pannello di controllo ma in una nuova scheda, occupandola per intero.
Il 14 maggio è uscita la versione 38.0.1 con il fine di correggere numerosi problemi di stabilità.
La versione 38.0.5 è stata rilasciata invece il 2 giugno 2015. Questo aggiornamento ha introdotto alcune novità, tra le quali l'integrazione del servizio Pocket (che consente di salvare le pagine web in una "Reading List" per leggerle in un secondo momento) e la modalità di lettura Reading View.

## Firefox 39
Firefox 39 sarebbe dovuto uscire il 30 giugno 2015 secondo la tabella di marcia di Mozilla, ma la scoperta all'ultimo momento di un serio bug relativo alla stabilità ne ha ritardato l'uscita di due giorni, e così la sua pubblicazione è avvenuta il 2 luglio. Tra le novità la possibilità di iniziare una conversazione con Firefox Hello tramite social network. Aggiunto il "Project Skill" per macOS per un rendering migliore. Aggiunto il supporto "Phishing Protection".

## Firefox 40
Firefox 40 è uscito l'11 agosto 2015. Per Windows 10 il tema Australis è stato aggiornato in modo da riflettere l'aspetto generale del nuovo sistema operativo uscito il 29 luglio, e l'interfaccia è adattata per l'usabilità su touchscreen quando utilizzata in modalità "tablet" del sistema operativo. Firefox 40 include funzionalità di sicurezza aggiuntive, tra cui il filtraggio delle pagine che offrono programmi potenzialmente indesiderati, e avvisi durante l'installazione di estensioni non firmate; nelle versioni future, la firma delle estensioni diventerà obbligatoria e il browser si rifiuterà di installare le estensioni non firmate. Firefox 40 include anche miglioramenti nelle prestazioni, come ad esempio filo compositing off-principale su piattaforme GNU/Linux.
Il 13 agosto è uscito Firefox 40.0.2, che in sostanza corregge due bug.
Il 27 agosto è uscito Firefox 40.0.3, che corregge altri sei bug.

## Firefox 41
Firefox 41 è uscito il 22 settembre 2015. Tra le novità introdotte in questa versione troviamo la possibilità di impostare una foto profilo per il proprio Firefox Account e quella di utilizzare Firefox Hello anche come servizio di messaggistica (e non solo per chiamate vocali e videochat come nelle versioni precedenti).
Il 30 settembre è uscito Firefox 41.0.1, che corregge cinque bug.
Il 15 ottobre è uscito Firefox 41.0.2, che corregge vari bug di sicurezza.

## Firefox 42
Firefox 42 è uscito il 3 novembre 2015. Tra le novità troviamo, nella modalità Navigazione anonima, la Tracking Protection, una funzione di antitracciamento che, se attivata, blocca nella pagina visitata gli elementi in grado di tracciare la navigazione, tra cui banner pubblicitari, analytic trackers e pulsanti dei social network, il che tra l'altro rende anche più veloce il caricamento delle pagine. Mozilla sostiene che il livello di privacy offerto da questa funzione è maggiore di quello offerto da qualsiasi altro browser. Altre novità sono il supporto al protocollo IPv6, un miglioramento del supporto WebRTC, la possibilità di visualizzare codice HTML in una scheda a parte e un'icona che permette di disattivare l'audio e che appare sulle schede se queste visualizzano pagine che hanno una sorgente sonora.

## Firefox 43
Firefox 43 è uscito il 15 dicembre 2015. Tra le novità principali: la disponibilità della versione a 64 bit per Microsoft Windows, un nuovo blocklist rigoroso, e gli indicatori audio su Android.
Il 18 dicembre è uscito Firefox 43.0.1, che corregge un bug.
Il 22 dicembre è uscito Firefox 43.0.2, che corregge vari bug di stabilità e sicurezza.
Il 28 dicembre è uscito Firefox 43.0.3, che corregge due bug.
Il 6 gennaio 2016 è uscito Firefox 43.0.4, che corregge un bug.

## Firefox 44
Firefox 44 è uscito il 26 gennaio 2016. Tra le novità troviamo il miglioramento delle pagine di avvertimento per gli errori del certificato e le connessioni non attendibili, riproduzione nativa H.264 e supporto video WebM / VP9 su sistemi che non supportano MP4 / H.264, il supporto per il formato di compressione Brotli tramite HTTPS content-encoding, e l'uso del servizio di stampa Android per abilitare il cloud printing.
L'8 febbraio è uscito Firefox 44.0.1, che corregge diversi bug.
L'11 febbraio è uscito Firefox 44.0.2, che corregge un bug di stabilità e alcuni di sicurezza.

## Firefox 45 (ESR)
Firefox 45 e Firefox 45 ESR (Extended Support Release) sono usciti l'8 marzo 2016.
Il 16 marzo sono usciti Firefox 45.0.1 e Firefox 45.0.1 ESR, che correggono sei bug.
L'11 aprile sono usciti Firefox 45.0.2 e Firefox 45.0.2 ESR, che correggono cinque bug.

## Firefox 46
Firefox 46, che secondo la tabella di marcia sarebbe dovuto uscire il 19 aprile, ha subìto un ritardo ed è uscito il 26 aprile 2016.
Il 3 maggio è uscito Firefox 46.0.1, che corregge sei bug.

## Firefox 47
Firefox 47 è uscito il 7 giugno 2016.
Il 28 giugno è uscito Firefox 47.0.1, che corregge un bug.

## Firefox 48
Firefox 48 è uscito il 2 agosto 2016.
È stato l'ultimo browser della serie ad essere compatibile con i processori sprovvisti di supporto alle estensioni SSE2, come il Pentium 3 e l'Athlon XP. Se tali estensioni erano disponibili, il browser era in grado di servirsene per migliorare il rendering, ma era in grado di girare anche senza. A partire dalla versione 49 sono diventate obbligatorie.
Il 18 agosto è uscito Firefox 48.0.1, che corregge otto bug.
Il 24 agosto è uscito Firefox 48.0.2, che corregge un bug.

## Firefox 49
Firefox 49, che secondo la tabella di marcia sarebbe dovuto uscire il 13 settembre 2016, ha subìto un ritardo di una settimana a causa della scoperta di due bug, per cui è uscito il 20 settembre.
È la prima versione di Firefox ad essere incompatibile con le CPU sprovviste di supporto alle estensioni SSE2. Inoltre è cessato il supporto ai sistemi operativi Mac OS X Mountain Lion e precedenti.
Migliorato il supporto ai computer con supporto alle estensioni SSSE3 ma sprovvisti di accelerazione video.
Il 23 settembre è uscito Firefox 49.0.1, che corregge un bug.
Il 20 ottobre è uscito Firefox 49.0.2, che introduce qualche novità ma soprattutto corregge oltre cinque bug.

## Firefox 50
Firefox 50 è uscito il 15 novembre 2016.
Il 28 novembre è uscito Firefox 50.0.1, che corregge alcuni bug di sicurezza.
Il 30 novembre è uscito Firefox 50.0.2, che corregge alcuni bug di sicurezza.
Il 13 dicembre è uscito Firefox 50.1.0, che corregge alcuni bug di sicurezza.

## Firefox 51
Firefox 51 è uscito il 24 gennaio 2017.
Il 26 gennaio è uscito Firefox 51.0.1, che corregge due bug.

## Firefox 52 (ESR)
Firefox 52 e Firefox 52 ESR (Extended Support Release) sono usciti il 7 marzo 2017.
Il 17 marzo sono usciti Firefox 52.0.1 e Firefox 52.0.1 ESR, che correggono un bug di sicurezza.
Il 28 marzo sono usciti Firefox 52.0.2 e Firefox 52.0.2 ESR, che correggono tre bug.

## Firefox 53
Firefox 53 è uscito il 19 aprile 2017. Si tratta della prima versione di Firefox a non essere più compatibile con Windows XP e Windows Vista.
Il 27 aprile è uscito Firefox 53.0.1, destinato solo per Android 4.0 e versioni successive.
Il 5 maggio è uscito Firefox 53.0.2, che corregge due bug, di cui uno per la sicurezza.

## Firefox 54
Firefox 54 è uscito il 13 giugno 2017.
Il 29 giugno è uscito Firefox 54.0.1, che corregge sei bug.

## Firefox 55
Firefox 55 è uscito l'8 agosto 2017.
Il 10 agosto è uscito Firefox 55.0.1, che corregge quattro bug.
Il 16 agosto è uscito Firefox 55.0.2, che corregge ulteriori quattro bug.
Il 25 agosto è uscito Firefox 55.0.3, che corregge due bug.

## Firefox 56
Firefox 56 è uscito il 28 settembre 2017.
Il 9 ottobre è uscito Firefox 56.0.1, che corregge un bug.
Il 26 ottobre è uscito Firefox 56.0.2, che corregge quattro bug.

## Firefox 57 (nuovo motoreQuantum)
Firefox 57 è uscito il 14 novembre 2017. Si tratta della prima versione di Firefox ad avere il motore di rendering Quantum in sostituzione di Gecko. Vengono apportate modifiche al sistema di estensioni, garantendo un maggior controllo dal punto di vista della sicurezza ma anche minori possibilità di personalizzazione, obbligando gli sviluppatori a importanti modifiche del codice ed in taluni casi ad abbandonarne lo sviluppo per incompatibilità con il nuovo sistema.
Il 29 novembre è uscito Firefox 57.0.1, che corregge quattro bug.
Il 7 dicembre è uscito Firefox 57.0.2, che corregge due bug.
Il 28 dicembre è uscito Firefox 57.0.3, che corregge un bug.
Il 4 gennaio 2018 è uscito Firefox 57.0.4, che corregge le vulnerabilità di Meltdown e Spectre.

## Firefox 58
Firefox 58 è uscito il 23 gennaio 2018.
Il 29 gennaio è uscito Firefox 58.0.1, che corregge un bug.
Il 7 febbraio è uscito Firefox 58.0.2, che corregge quattro bug.

## Firefox 59
Firefox 59 è uscito il 13 marzo 2018.
Il 16 marzo è uscito Firefox 59.0.1, che corregge un bug.
Il 26 marzo è uscito Firefox 59.0.2, che corregge otto bug.
Il 30 aprile è uscito Firefox 59.0.3, che corregge un bug.

## Firefox 60 (ESR)
Firefox 60 e Firefox 60 ESR (Extended Support Release) sono usciti il 9 maggio 2018.
Il 16 maggio è uscito Firefox 60.0.1, che corregge sette bug.
Il 6 giugno è uscito Firefox 60.0.2, che corregge tre bug.

## Firefox 61
Firefox 61 è uscito il 26 giugno 2018.
Il 5 luglio è uscito Firefox 61.0.1, che corregge otto bug.
L'8 agosto è uscito Firefox 61.0.2, che corregge tre bug.

## Firefox 62
Firefox 62 è uscito il 5 settembre 2018.
Il 21 settembre è uscito Firefox 62.0.2, che apporta cinque modifiche e corregge sei bug.
Il 2 ottobre è uscito Firefox 62.0.3, che corregge due bug.

## Firefox 63
Firefox 63 è uscito il 23 ottobre 2018.
Il 31 ottobre è uscito Firefox 63.0.1, che corregge tre bug.
Il 15 novembre è uscito Firefox 63.0.3, che corregge cinque bug.

## Firefox 64
Firefox 64 è uscito l'11 dicembre 2018.
Il 9 gennaio 2019 è uscito Firefox 64.0.2, che corregge cinque bug.

## Firefox 65
Firefox 65 è uscito il 29 gennaio 2019.
Il 12 febbraio è uscito Firefox 65.0.1, che corregge otto bug e tre problemi di sicurezza.
Il 28 febbraio è uscito Firefox 65.0.2, che corregge un bug.

## Firefox 66
Firefox 66 è uscito il 19 marzo 2019.
Il 22 marzo è uscito Firefox 66.0.1, che corregge due problemi critici di sicurezza.
Il 27 marzo è uscito Firefox 66.0.2, che corregge tre bug.
Il 10 aprile è uscito Firefox 66.0.3, che corregge quattro bug.
Il 5 maggio è uscito Firefox 66.0.4, che corregge un bug.
Il 7 maggio è uscito Firefox 66.0.5, che corregge un bug.

## Firefox 67
Firefox 67 è uscito il 21 maggio 2019.
Il 4 giugno è uscito Firefox 67.0.1, che non corregge bug ma introduce nuove funzioni.
L'11 giugno è uscito Firefox 67.0.2, che corregge dieci bug.
Il 18 giugno è uscito Firefox 67.0.3, che corregge un problema critico di sicurezza.
Il 20 giugno è uscito Firefox 67.0.4, che corregge un problema di sicurezza.

## Firefox 68 (ESR)
Firefox 68 e Firefox 68 ESR (Extended Support Release) sono usciti il 9 luglio 2019.
Il 18 luglio è uscito Firefox 68.0.1, che corregge quattro bug.
Il 14 agosto è uscito Firefox 68.0.2, che corregge cinque bug e un problema di sicurezza.

## Firefox 69
Firefox 69 è uscito il 3 settembre 2019.
Il 18 settembre è uscito Firefox 69.0.1, che corregge quattro bug e un problema di sicurezza.
Il 3 ottobre è uscito Firefox 69.0.2, che corregge tre bug.
Il 10 ottobre è uscito Firefox 69.0.3, che corregge due bug.

## Firefox 70
Firefox 70 è uscito il 22 ottobre 2019.
Il 31 ottobre è uscito Firefox 70.0.1, che corregge tre bug.

## Firefox 71
Firefox 71 è uscito il 3 dicembre 2019.

## Firefox 72
Firefox 72 è uscito il 7 gennaio 2020.
L'8 gennaio è uscito Firefox 72.0.1, che corregge un problema di sicurezza.
Il 20 gennaio è uscito Firefox 72.0.2, che corregge quattro bug.

## Firefox 73
Firefox 73 è uscito l'11 febbraio 2020.
Il 18 febbraio è uscito Firefox 73.0.1, che corregge cinque bug.

## Firefox 74
Firefox 74 è uscito il 10 marzo 2020. 
Il 3 aprile è uscito Firefox 74.0.1, che corregge due problemi di sicurezza.

## Firefox 75
Firefox 75 è uscito il 7 aprile 2020.

## Firefox 76
Firefox 76 è uscito il 5 maggio 2020.
L'8 maggio è uscito Firefox 76.0.1, che corregge due bug.

## Firefox 77
Firefox 77 è uscito il 2 giugno 2020.
Il 3 giugno è uscito Firefox 77.0.1, che corregge un bug.

## Firefox 78 (ESR)
Firefox 78 e Firefox 78 ESR (Extended Support Release) sono usciti il 30 giugno 2020.
Il 1º luglio è uscito Firefox 78.0.1, che corregge un bug.
Il 9 luglio è uscito Firefox 78.0.2, che corregge tre bug e un problema di sicurezza.
Il 22 settembre è uscito Firefox 78.0.3, che corregge cinque problemi di sicurezza.
Il 20 ottobre è uscito Firefox 78.0.4, che corregge due problemi di sicurezza.

## Firefox 79
Firefox 79 è uscito il 28 luglio 2020.

## Firefox 80
Firefox 80 è uscito il 25 agosto 2020.
Il 1º settembre è uscito Firefox 80.0.1, che corregge cinque bug.

## Firefox 81
Firefox 81 è uscito il 22 settembre 2020.
Il 1º ottobre è uscito Firefox 81.0.1, che corregge undici bug.
Il 13 ottobre è uscito Firefox 81.0.2, che corregge un bug.

## Firefox 82
Firefox 82 è uscito il 19 ottobre 2020.
Il 27 ottobre è uscito Firefox 82.0.1, che apporta due modifiche e corregge tre bug.
Il 28 ottobre è uscito Firefox 82.0.2, che corregge un bug.
Il 10 novembre è uscito Firefox 82.0.3, che corregge un problema di sicurezza.

## Firefox 83
Firefox 83 è uscito il 17 novembre 2020.

## Firefox 84
Firefox 84 è uscito il 15 dicembre 2020.
Il 22 dicembre 2020 è uscito Firefox 84.0.1, che corregge quattro bug.
Il 6 gennaio 2021 è uscito Firefox 84.0.2, che corregge un problema di sicurezza.

## Firefox 85
Firefox 85 è uscito il 26 gennaio 2021.
Il 5 febbraio 2021 è uscito Firefox 85.0.1, che corregge cinque bug e un problema di sicurezza.
Il 9 febbraio 2021 è uscito Firefox 85.0.2, che corregge un bug.

## Firefox 86
Firefox 86 è uscito il 23 febbraio 2021.
L'11 marzo 2021 è uscito Firefox 86.0.1, che corregge cinque bug.

## Firefox 87
Firefox 87 è uscito il 23 marzo 2021.

## Firefox 88
Firefox 88 è uscito il 19 aprile 2021.
Il 5 maggio 2021 è uscito Firefox 88.0.1, che corregge tre bug e due problemi di sicurezza.

## Firefox 89
Firefox 89 è uscito il 1º giugno 2021.
Il 17 giugno 2021 è uscito Firefox 89.0.1, che corregge sette bug e un problema di sicurezza.
Il 23 giugno 2021 è uscito Firefox 89.0.2, che corregge un bug.

## Firefox 90
Firefox 90 è uscito il 13 luglio 2021.
Il 19 luglio 2021 è uscito Firefox 90.0.1, che corregge cinque bug.
Il 22 luglio 2021 è uscito Firefox 90.0.2, che corregge due bug.

## Firefox 91 (ESR)
Firefox 91 e Firefox 91 ESR (Extended Support Release) sono usciti il 10 agosto 2021.
Il 17 agosto 2021 è uscito Firefox 91.0.1, che corregge due bug e un problema di sicurezza.
Il 24 agosto 2021 è uscito Firefox 91.0.2, che corregge due bug.

## Firefox 92
Firefox 92 è uscito il 7 settembre 2021.
Il 23 settembre 2021 è uscito Firefox 92.0.1, che corregge due bug.

## Firefox 93
Firefox 93 è uscito il 5 ottobre 2021.

## Firefox 94
Firefox 94 è uscito il 2 novembre 2021.
Il 4 novembre 2021 è uscito Firefox 94.0.1, che corregge un bug.
Il 22 novembre 2021 è uscito Firefox 94.0.2, che corregge due bug.

## Firefox 95
Firefox 95 è uscito il 7 dicembre 2021.
Il 16 dicembre 2021 è uscito Firefox 95.0.1, che corregge quattro bug.
Il 19 dicembre 2021 è uscito Firefox 95.0.2, che corregge un bug.

## Firefox 96
Firefox 96 è uscito l'11 gennaio 2022.
Il 14 gennaio 2022 è uscito Firefox 96.0.1, che corregge due bug.
Il 20 gennaio 2022 è uscito Firefox 96.0.2, che corregge tre bug.
Il 27 gennaio 2022 è uscito Firefox 96.0.3, che corregge un bug.

## Firefox 97
Firefox 97 è uscito l'8 febbraio 2022.
Il 17 febbraio 2022 è uscito Firefox 97.0.1, che corregge quattro bug.
Il 5 marzo 2022 è uscito Firefox 97.0.2, che corregge un problema di sicurezza.

## Firefox 98
Firefox 98 è uscito l'8 marzo 2022.
Il 14 marzo 2022 è uscito Firefox 98.0.1, che non corregge bug ma apporta una modifica.
Il 23 marzo 2022 è uscito Firefox 98.0.2, che corregge quattro bug.

## Firefox 99
Firefox 99 è uscito il 5 aprile 2022.
Il 12 aprile 2022 è uscito Firefox 99.0.1, che corregge quattro bug.

## Firefox 100
Firefox 100 è uscito il 3 maggio 2022.
Il 16 maggio 2022 è uscito Firefox 100.0.1, che corregge due bug e apporta una modifica.
Il 20 maggio 2022 è uscito Firefox 100.0.2, che corregge un problema di sicurezza.

## Firefox 101
Firefox 101 è uscito il 31 maggio 2022.
Il 9 giugno è uscito Firefox 101.0.1, che corregge tre bug.

## Firefox 102
Firefox 102 è uscito il 28 giugno 2022.
Il 6 luglio 2022 è uscito Firefox 102.0.1, che corregge cinque bug.

## Firefox 103
Firefox 103 è uscito il 26 luglio 2022.
Il 1º agosto 2022 è uscito Firefox 103.0.1, che corregge un bug.
Il 9 agosto 2022 è uscito Firefox 103.0.2, che corregge tre bug.

## Firefox 104
Firefox 104 è uscito il 23 agosto 2022.
Il 30 agosto 2022 è uscito Firefox 104.0.1, che corregge un bug.
Il 6 settembre 2022 è uscito Firefox 104.0.2, che corregge quattro bug.

## Firefox 105
Firefox 105 è uscito il 20 settembre 2022.
Il 23 settembre 2022 è uscito Firefox 105.0.1, che corregge un bug.
Il 4 ottobre 2022 è uscito Firefox 105.0.2, che corregge cinque bug.
Il 7 ottobre 2022 è uscito Firefox 105.0.3, che corregge un bug.

## Firefox 106
Firefox 106 è uscito il 18 ottobre 2022.
Il 20 ottobre 2022 è uscito Firefox 106.0.1, che corregge un bug.
Il 27 ottobre 2022 è uscito Firefox 106.0.2, che corregge cinque bug.
Il 31 ottobre 2022 è uscito Firefox 106.0.3, che corregge due bug.
Il 3 novembre 2022 è uscito Firefox 106.0.4, che corregge tre bug.
Il 4 novembre 2022 è uscito Firefox 106.0.5, che corregge un bug.

## Firefox 107
Firefox 107 è uscito il 15 novembre 2022.
Il 29 novembre 2022 è uscito Firefox 107.0.1, che corregge cinque bug.

## Firefox 115 (ESR)
Il 22 Marzo 2024 è uscito Firefox 115.9.1, che corregge 2 problemi di sicurezza.
Il 16 Aprile 2024 è uscito Firefox 115.10.0, che corregge 10 problemi di sicurezza.
Il 3 Settembre 2024 è uscito Firefox 115.15.0, che corregge 5 problemi di sicurezza. Questa sarebbe dovuta essere l'ultima versione per l'extended support release 115, ma Firefox ha prolungato il suo supporto fino al 1 Aprile 2025 principalmente per gli utenti Windows 7 e 8.
Il 1 Ottobre 2024 è uscito Firefox 115.16.0, che corregge l'incompatibilità di Windows 7 con l'ultima libreria Widevine per mantenere il supporto delle Encrypted Media Extensions (EME), garantendo il supporto dei contenuti dei fornitori di streaming video. Corretti 4 problemi di sicurezza.
Il 9 Ottobre 2024 è uscito Firefox 115.16.1, che corregge 1 problema di sicurezza.
Il 29 Ottobre 2024 è uscito Firefox 115.17.0, che corregge 3 problemi di sicurezza.

## Firefox 128 (ESR)
Il 1 ottobre 2024 è uscito Firefox 128.3.0, che corregge 11 problemi di sicurezza.

## Firefox 129
Il 13 agosto 2024 è uscito Firefox 129.0.1, che corregge 2 bug.
Il 20 agosto 2024 è uscito Firefox 129.0.2, che corregge 2 bug.